# Марино, Иньяцио
Инья́цио Робе́рто Мари́я Мари́но (итал. Ignazio Roberto Maria Marino; род. 10 марта 1955, Генуя) — итальянский хирург и левоцентристский политик, сенатор (2006—2013), мэр Рима (2013—2015).

## Биография

### Ранние годы и медицинская карьера
Иньяцио Марино родился в Генуе 10 марта 1955 года, старший из троих сыновей в семье. Мать — уроженка Швейцарии, отец родом из Ачиреале на Сицилии. В возрасте четырнадцати лет переехал вместе с семьёй в Рим, где состоял в организации бойскаутов.
Окончил колледж Святого Иосифа Мередонского (collegio S. Giuseppe de Meredone) при монашеской конгрегации «Братья христианских школ» и позднее получил высшее медицинское образование в римском отделении католического университета Святого Сердца, специализируясь в хирургии.
Начал медицинскую карьеру в клинике Джемелли, впоследствии работал в Трансплантологическом центре Кембриджского университета и в Институте трансплантологии Питтсбургского университета. Стал преемником Томаса Старзла, разработавшего методику операций по пересадке печени. Марино также стал первым иностранцем, возглавившим в США федеральный центр по пересадке органов.
Вернувшись в Италию, в 1999 году основал в Палермо трансплантологический центр ISMETT и 31 июля 1999 года осуществил первую в Италии ортотопическую пересадку печени, в 2001 году — первую в Италии пересадку органа ВИЧ-инфицированному пациенту.
В январе 2003 года вернулся в США и возглавил подразделение трансплантологии и хирургии печени в университете Томаса Джефферсона (Филадельфия).

### Начало политической карьеры
В 2006 году Марино принял участие в выборах как независимый кандидат и был избран по спискам левых демократов в Сенат XV созыва от региона Лацио. С 28 апреля 2006 по 28 апреля 2008 года входил во фракцию Оливкового дерева (с 27 ноября 2007 года фракция именовалась «Демократическая партия-Оливковое дерево». С 6 июня 2006 по 28 апреля 2008 года возглавлял 12-ю постоянную комиссию (гигиена и здравоохранение). С 6 мая 2008 по 14 марта 2013 года входил во фракцию Демократической партии в Сенате XVI созыва (с 8 октября 2008 до окончания срока полномочий возглавлял ту же 12-ю комиссию). В Сенате XVII созыва Марино представлял уже не Лацио, а Пьемонт, являлся рядовым членом 12-й комиссии, но уже 22 мая 2013 года досрочно сдал мандат (его место в Сенате перешло к Энрико Буеми).
25 октября 2009 года состоялись открытые выборы национального секретаря Демократической партии, на которых Марино с результатом 12,54 % голосов занял третье место, пропустив вперёд Берсани (53,15 %) и Франческини (34,31 %).

### Мэр Рима

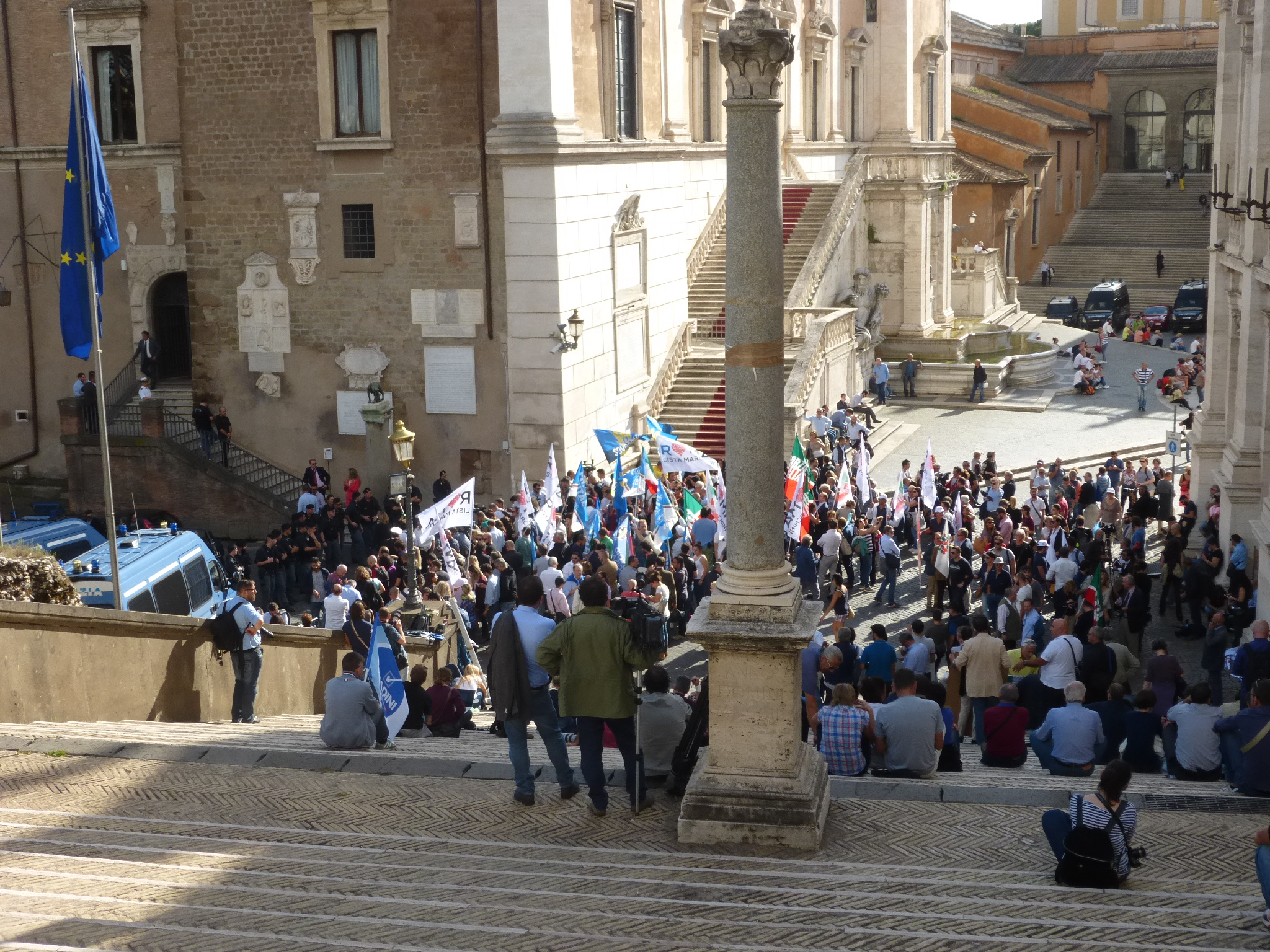
Группа демонстрантов 8 октября 2015 года ожидает возле здания римской мэрии (Дворец сенаторов на площади Кампидольо) объявления об отставке Иньяцио Марино.

В 2013 году Марино победил на предварительных выборах в левоцентристской коалиции за право выдвижения в качестве единого кандидата на выборах мэра Рима, обойдя Давида Сассоли, Паоло Джентилони и ещё нескольких соперников. 10 июня 2013 года были подведены официальные итоги второго тура выборов мэра, согласно которым Марино с результатом 63,9 % голосов разгромил Джанни Алеманно, заручившегося поддержкой только 30,6 % избирателей.
В ноябре 2014 года Марино обвинили в том, что он несколько раз въезжал в зону ограниченного движения (ZTL) в центре Рима на своей красной «Панде» (в связи с чем скандал получил в прессе название «Пандагейт») без уплаты положенной пошлины. Марино опровергал эти обвинения, но признал факт задержки с оплатой.
3 декабря 2014 года Специальная оперативная группа карабинеров (ROS) начала крупную операцию по борьбе с коррупцией в городской администрации Рима, которая сопровождалась десятками арестов и скандалом в отделении правящей Демократической партии, хотя обвинения выдвинуты также и против чиновников прежней администрации «Народа свободы».
К июлю 2015 года обострился кризис, связанный в первую очередь с проблемами общественного транспорта и вывоза мусора в Риме, что повлекло критику в адрес мэра Марино. Кроме того, в прессе обсуждались другие сложности в управлении городом: в частности, из двенадцати советников в городской администрации восемь ушли в добровольные или вынужденные отставки за время нахождения Марино в должности мэра. Одним из наиболее громких событий стала отставка 25 июля советника по бюджету Сильвии Скоццезе (Silvia Scozzese).
Премьер-министр Ренци сделал публичные заявления о необходимости отставки Марино в случае, если тот не сумеет обеспечить руководство. 28 июля 2015 года сформирована новая городская администрация (третья за время правления Марино), полностью состоящая из представителей Демократической партии.
5 сентября 2015 года стало известно о начале расследования прокуратурой Рима деятельности некоммерческой организации Imagine, основанной Иньяцио Марино в 2005 году для оказания медицинской помощи бедным итальянским семьям, а также жителям Конго и Гондураса. На основании показаний бывшего служащего Карло Пиньятелли (Carlo Pignatelli) организацию подозревают в фиктивном найме персонала (в частности, выявлены три контракта о найме работников с несуществующими персональными данными, подписанных самим Иньяцио Марино). Впервые Imagine оказалась в центре внимания прессы в 2013 году, в период предвыборной кампании за пост мэра Рима, и тогда Алеманно безуспешно требовал от Марино снять свою кандидатуру.
8 октября 2015 года Марино объявил о своей отставке с должности мэра Рима. 12 октября он представил официальное письмо об отставке, в соответствии с которым к 1 ноября должен был принять окончательное решение. В случае подтверждения заявленного намерения вакантную должность мэра должен был занять назначенный городской комиссар, но 29 октября Марино объявил об изменении своего заявления от 12 октября и об отказе уйти в отставку. В тот же день четыре представителя правящей Демократической партии вышли из городской администрации. 30 октября официально ушли в отставку все 26 членов городской администрации (19 из них — члены ДП).
30 октября 2015 года префект Милана Франческо Паоло Тронка был назначен городским комиссаром Рима и 1 ноября сменил Марино во главе городской администрации.

### Юридическое преследование
На следующий день после отставки Марино его юрист официально признал, что против бывшего мэра ведётся расследование по обвинению в растрате государственного имущества по факту использования им служебной кредитной карты для оплаты представительских ужинов в ресторанах.
7 октября 2016 года Марино полностью оправдан судом по обвинениям в растрате, мошенничестве и подлоге в связи с деятельностью организации Imagine и в отношении представительских расходов (прокуроры требовали для него тюремного заключения на три года и четыре месяца). Суть предъявленных обвинений заключалась в том, что в период с июля 2013 по июль 2015 года Марино якобы 56 раз оплатил служебной кредитной картой представительские ужины в ресторанах на общую сумму 12700 евро, хотя в действительности все они имели место в праздничные и предпраздничные дни, и участвовали в них люди, приглашённые мэром по его собственному выбору. В «деле Imagine» обвинение заключалось в том, что в период с 2012 по 2014 год сумма в 6000 евро была выплачена в качестве заработной платы несуществующим сотрудникам (здесь вместе с Марино в качестве ответчиков выступили Карло Пиньятелли, Роза Гарофало и Федерико Серра). Приговор суда гласил, что факты посещения ресторанов за казённый счёт не установлены, а действия Марино в Imagine не нарушали закон.

### Возвращение к медицине
По окончании расследования уехал в США и по состоянию на июль 2017 года занимался в университете Филадельфии проблемами создания международной системы трансплантации органов с целью увеличения количества пересадок. Марино вернулся в университет Томаса Джефферсона и университетскую больницу Томаса Джефферсона, где он остался профессором хирургии. Он представлял университет Томаса Джефферсона в Европе в рамках сотрудничества с рядом учебных заведений, включая Болонский университет и Католический университет Святого Сердца. Он также разработал программу двойных дипломов с Джефферсоном и Медицинской школой Католического университета. Марино работал над увеличением количества трансплантаций почек от живых доноров, выполняемых в международном масштабе посредством глобального обмена почек. В 2020 году стал исполнительным вице-президентом Джефферсона по международным инновационным стратегическим предприятиям.